# 北海道道764号本幌別上毛登別線
北海道道764号本幌別上毛登別線（ほっかいどうどう764ごう ほんほろべつかみけとべつせん）は、北海道枝幸郡枝幸町内を結ぶ一般道道（北海道道）である。

## 概要

### 路線データ
- 起点：北海道枝幸郡枝幸町歌登本幌別（北海道道220号歌登咲来停車場線交点）
- 終点：北海道枝幸郡枝幸町歌登毛登別（北海道道12号枝幸音威子府線交点）
- 総延長：8.993 km
- 実延長：8.965 km
- 重用延長：0.028 km

## 歴史
- 1972年（昭和47年）3月31日 - 路線認定[1]。

## 路線状況

### 道路施設

#### 主な橋梁
- 第2本幌別橋（25 m、北見幌別川、枝幸町歌登本幌別）
- 第2号橋（26 m、岩屋ポウルンベツ川、枝幸町歌登本幌別）
- 第1号橋（10 m、岩屋ポウルンベツ川、枝幸町歌登本幌別）
- 保留運別橋（15 m、ポウルンベツ川、枝幸町歌登本幌別）
- 長生橋（14 m、毛登別川、枝幸町歌登毛登別）

## 地理

### 通過する自治体
- 宗谷総合振興局
  - 枝幸郡枝幸町

### 交差する道路
枝幸町
- 北海道道220号歌登咲来停車場線 - 歌登本幌別（起点）
- 北海道道12号枝幸音威子府線 - 歌登毛登別（終点）